# Liste der Stolpersteine in Říčany

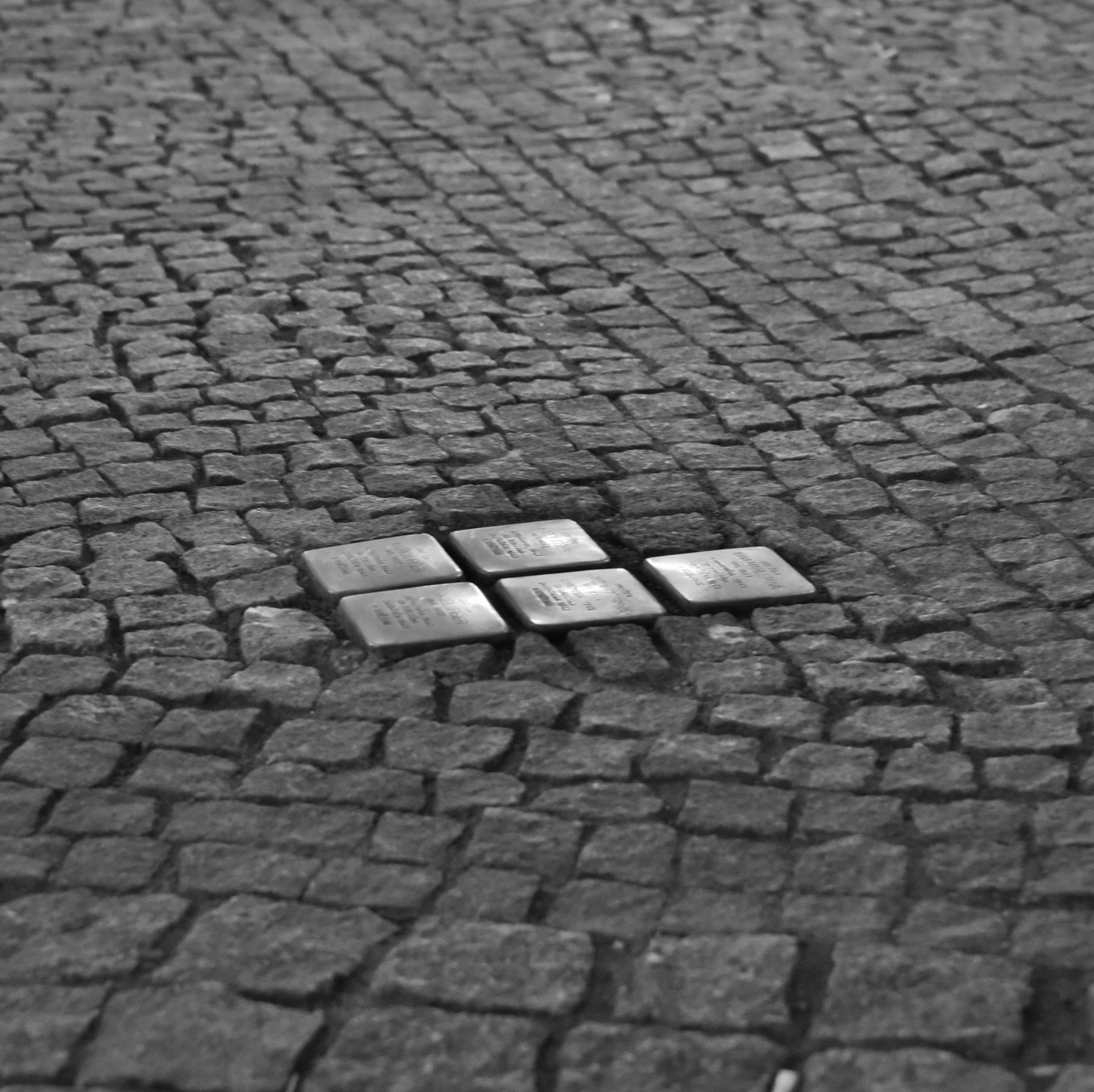
Die ersten Stolpersteine in Říčany erinnern an die Familie Fišer.

Die Liste der Stolpersteine in Říčany listet die Stolpersteine auf, die in der Stadt Říčany verlegt wurden. Stolpersteine erinnern an das Schicksal der Menschen, die von den Nationalsozialisten ermordet, deportiert, vertrieben oder in den Suizid getrieben wurden. Die Stolpersteine wurden vom Kölner Künstler Gunter Demnig konzipiert und werden im Regelfall von ihm selbst verlegt.

## Stolpersteine
1930 lebten in der Stadt 38 Menschen jüdischen Glaubens.
Nach der Besetzung der restlichen Staatsgebiete der Tschecho-Slowakischen Republik durch die deutschen Truppen 1939 erfolgte auch in Říčany die Arisierung von jüdischen Geschäften. Ab 1942 erfolgten Deportationen, ungefähr 50 Menschen wurden deportiert, an 42 von ihnen erinnert eine Gedenktafel in Říčany. Aus 9 Häusern am Masarykovo náměsty und der angrenzenden Lázeňská erfolgten 22 Deportationen, darunter befand sich auch die Familie Fišer mit der 91-jährigen Anna Mahlerová. Nur drei Deportierte haben die Shoah überlebt.
| Stolpersteine | Übersetzung                                                                                         | Verlegeort             | Name, Leben |
| ------------- | --------------------------------------------------------------------------------------------------- | ---------------------- | --- |
|               | HIER LEBTE KAREL FIŠER GEB. 1895 DEPORTIERT 1943 NACH THERESIENSTADT ERMORDET 1943 IN AUSCHWITZ     | Masarykovo nám. 7/16 · | Karel Fišer wurde am 11. August 1895 geboren. Er betrieb auf dem Masaryk-Platz ein Textilgeschäft. Er war verheiratet mit Kamila, geborene Mahlerová (siehe unten). Das Paar hatte zwei Söhne: Jindřich und Pavel. Bei der Familie lebte auch Anna Mahlerová, die Großmutter seiner Frau. Am 10. August 1942 wurden Karel Fišers Frau, die gemeinsamen Söhne und Kamilas Großmutter von Prag ins Konzentrationslager Theresienstadt deportiert. Am 22. März 1943 wurde auch Karel Fišer mit dem Transport Cx (seine Nummer auf dem Transport war die 31) von Prag ebenfalls ins Konzentrationslager Theresienstadt deportiert. Hier befanden sich auch noch Karel Fišers Frau und seine Söhne. Am 6. September 1943 wurde er mit dem Transport Dm in das Konzentrationslager Auschwitz deportiert, seine Transportnummer war 3348. Mit ihm wurden am selben Tag auch seine Frau und seine zwei Söhne deportiert. In Auschwitz wurde die Familie am Tag der Ankunft, am 6. September 1943, ermordet. Anna Mahlerová wurde im Oktober 1942 im Vernichtungslager Treblinka ermordet. |
|               | HIER LEBTE JINDŘICH FIŠER GEB. 1927 DEPORTIERT 1942 NACH THERESIENSTADT ERMORDET 1943 IN AUSCHWITZ  | Masarykovo nám. 7/16 · | Jindřich Fišer wurde am 26. Juli 1927 als Sohn von Karel Fišer und Kamila Fišerová geboren. Er hatte einen jüngeren Bruder, Pavel. Sein Vater betrieb ein Textilgeschäft. Zusammen mit seiner Mutter, seinem Bruder und seiner Urgroßmutter, die ebenfalls bei der Familie lebte, wurde er am 10. August 1942 von Prag aus mit dem Transport Ba ins Konzentrationslager Theresienstadt deportiert. Jindřich Fišers Transportnummer war 1372. Sein Vater wurde im März 1943 deportiert, ebenfalls nach Theresienstadt. Am 6. September 1943 wurde die Familie in das Konzentrationslager Auschwitz deportiert (Jindřich Fišers Transportnummer war 3227) und dort kurz nach der Ankunft ermordet. Seine Urgroßmutter Anna Mahlerová wurde im Oktober 1942 im Vernichtungslager Treblinka ermordet. |
|               | HIER LEBTE PAVEL FIŠER GEB. 1932 DEPORTIERT 1942 NACH THERESIENSTADT ERMORDET 1943 IN AUSCHWITZ     | Masarykovo nám. 7/16 · | Pavel Fišer wurde am 18. Juli 1932 als Sohn von Karel Fišer und Kamila Fišerová geboren. Er hatte einen älteren Bruder, Jindřich. Der Vater betrieb auf dem Platz ein Textilgeschäft. Zusammen mit seiner Mutter, seinem Bruder und seiner Urgroßmutter, die ebenfalls bei der Familie lebte, wurde er am 10. August 1942 von Prag aus mit dem Transport Ba ins Konzentrationslager Theresienstadt deportiert. Seine Transportnummer war 1371. Sein Vater wurde im März 1943 deportiert, ebenfalls nach Theresienstadt. Am 6. September 1943 wurde die Familie in das Konzentrationslager Auschwitz deportiert (Pavel Fišers Transportnummer war 3347) und dort kurz nach der Ankunft ermordet. Seine Urgroßmutter Anna Mahlerová wurde im Oktober 1942 im Vernichtungslager Treblinka ermordet. |
|               | HIER LEBTE KAMILA FIŠEROVÀ GEB. 1904 DEPORTIERT 1942 NACH THERESIENSTADT ERMORDET 1943 IN AUSCHWITZ | Masarykovo nám. 7/16 · | Kamila Fišerová wurde am 23. April 1904 geboren. Sie war verheiratet mit dem Textilhändler Karel Fišer. Das Paar hatte zwei Söhne: Jindřich und Pavel. Kamila Fišerovás Großmutter Anna Mahlerová lebte ebenfalls mit der Familie Fišer. Kamila Fišerová, ihre Söhne und die Großmutter wurden am 10. August 1942 von Prag aus mit dem Transport Ba in das Konzentrationslager Theresienstadt deportiert. Ihr Ehemann wurde im März 1943 deportiert, ebenfalls nach Theresienstadt. Am 6. September 1943 wurde die Familie in das Konzentrationslager Auschwitz deportiert (Kamila Fišerovás Transportnummer war 1373) und dort kurz nach der Ankunft ermordet. Ihre Großmutter Anna Mahlerová wurde im Oktober 1942 im Vernichtungslager Treblinka ermordet. |
|               | HIER LEBTE ANNA MAHLEROVÁ GEB. 1851 DEPORTIERT 1942 NACH THERESIENSTADT ERMORDET 1942 IN TREBLINKA  | Masarykovo nám. 7/16 · | Anna Mahlerová wurde am 4. Dezember 1851 geboren. Sie lebte mit der Familie ihrer Enkeltochter Kamila Fišerová. Gemeinsam mit ihr und den zwei Urenkeln wurde sie am 10. August 1942 von Prag aus mit dem Transport Ba in das Konzentrationslager Theresienstadt deportiert. Anna Mahlerovás Transportnummer war 1374. Von hier wurde sie am 19. Oktober 1942 mit dem Transport Bw in das Vernichtungslager Treblinka deportiert. Ihre Transportnummer war 998. Anna Mahlerová wurde in Treblinka vergast. Auch ihre Enkeltochter sowie deren Ehemann und die gemeinsamen Söhne wurden ermordet. Sie starben 1943 in Auschwitz. |

## Verlegedatum
Die Stolpersteine in Říčany wurden von Gunter Demnig persönlich am 19. September 2017 verlegt.